# Servitù in Russia

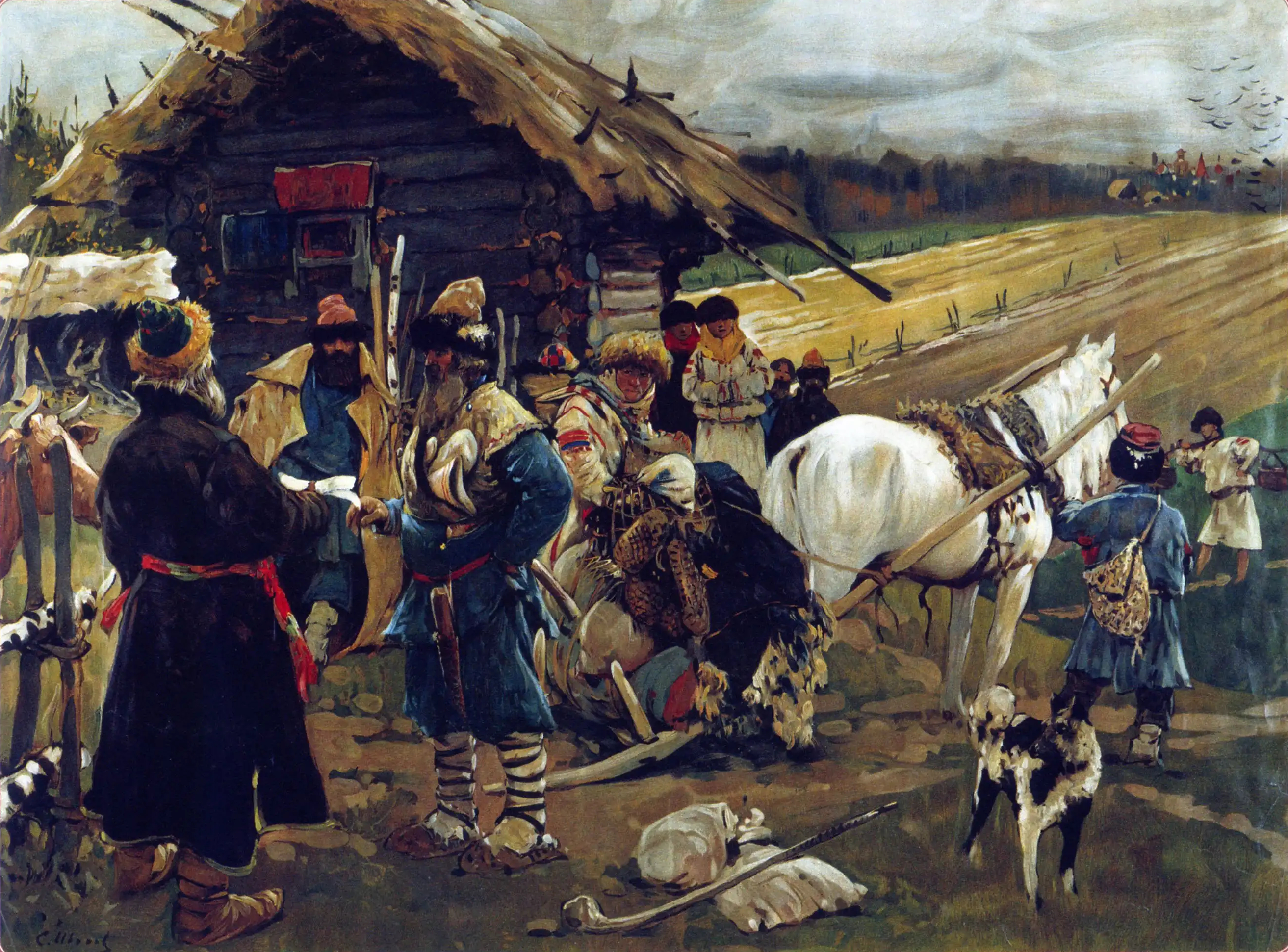
Un contadino che lascia il suo padrone il giorno di Yuri, dipinto di Sergei V. Ivanov

La servitù in Russia esistette sin dal XII secolo. Il termine servo, nel senso di un contadino non libero dell'Impero russo, è la traduzione di krepostnoj krest'janin (крепостной крестьянин) che significava persona non libera che, a differenza di uno schiavo, poteva essere venduta solo con la terra alla quale era "legato". Documenti legali storici dell'epoca, come Russkaja Pravda (dal XII secolo in poi), distinguevano diversi gradi di dipendenza feudale dei contadini.
La servitù divenne la forma dominante di relazione tra i contadini russi e la nobiltà nel XVII secolo. Il servo esisteva più comunemente nelle aree centrali e meridionali dello Zarato di Russia e del successivo impero russo. La servitù negli Urali e in Siberia veniva generalmente praticata raramente fino a quando, durante il regno di Caterina la Grande, le imprese iniziarono a inviare servi in quelle aree nel tentativo di raccogliere le vaste risorse naturali non sfruttate.
L'imperatore Alessandro I  voleva riformare il sistema ma si mosse con cautela. Le nuove leggi consentivano a tutte le classi (tranne i servi) di possedere la terra, un privilegio precedentemente limitato alla nobiltà. L'imperatore Alessandro II abolì la servitù con la riforma emancipativa del 1861, pochi anni dopo che lo avevano fatto l'Impero austriaco e altri stati tedeschi. Gli studiosi hanno ipotizzato diverse ragioni, che si sovrappongono, sull'abolizione, tra cui la paura di una rivolta su larga scala, esigenze finanziarie del governo, cambiamento di sensibilità culturali, e le necessità di arruolamento nell'esercito.

## Terminologia
Il termine mužík (мужи́к, [mʊˈʐɨk]) significa "contadino russo". Questa parola è stata presa in prestito dal russo e implementata nelle lingue occidentali attraverso le traduzioni della letteratura russa del XIX secolo, descrivendo la vita rurale russa di quei tempi, e dove la parola mužik era usata per indicare l'abitante rurale più comune - un contadino - ma questo era solo uno stretto significato letterale.

## Storia

### Origini
Le origini della servitù in Russia (крепостничество, krepostničestvo) può essere rintracciata nel XII secolo, quando lo sfruttamento dei cosiddetti zakup su terre arabili (ролейные (пашенные) закупы, rolejnye (pašennye) zakupy) e corvée (il termine russo per corvée è барщина, barščina) era il più vicino a quello che oggi è noto come servo. Secondo la Russkaja Pravda, un principe aveva diritti di proprietà e personali sui servi. La vita di un servo era equiparata a quella dello cholop, il che significava che il suo omicidio veniva punito soltanto con una multa di cinque grivnas.

### Dal XIII al XV secolo
Tra il XIII e il XV secolo, la dipendenza feudale si applicava a un numero significativo di contadini, ma la servitù, come sappiamo, non era ancora un fenomeno diffuso. A metà del XV secolo, il diritto di alcune categorie di contadini, in alcune votčina, di abbandonare il loro padrone era limitato a un periodo di una settimana prima e dopo il Giorno di Juri (26 novembre). Il Sudebnik del 1497 confermò ufficialmente questo limite di tempo come universale per tutti e stabilì anche l'importo della tassa di "permesso" chiamata požiloe (пожилое). Il codice legale di Ivan III di Russia, (Sudebnik 1497), rafforzò la dipendenza dei contadini, in tutto lo stato, e ne limitò la mobilità. I russi combattevano costantemente contro gli stati successori dell'Orda d'oro, principalmente la Crimea. Ogni anno la popolazione russa della frontiera soffriva di invasioni tartare e decine di migliaia di nobili dovevano proteggere la frontiera meridionale (un pesante fardello per lo stato), che rallentò il suo sviluppo sociale ed economico e ampliò la tassazione dei contadini.

### Transizione alla completa servitù
Il Sudebnik del 1550 aumentò la quantità di požiloe e introdusse una tassa aggiuntiva chiamata za povoz (за повоз, o tassa di trasporto), nel caso in cui un contadino si fosse rifiutato di portare il raccolto dai campi al suo padrone. Un temporaneo divieto (Заповедные лета, Zapovednye leta, o "anni proibiti"), in seguito divenuto a tempo indeterminato, ai contadini di lasciare i loro padroni, fu introdotto dall'ukase del 1597 sotto il regno di Boris Godunov, che tolse il diritto dei contadini alla libera circolazione intorno al Giorno di Juri, vincolando la stragrande maggioranza degli stessi alla piena servitù. Questo definiva anche i cosiddetti anni fissi (Урочные лета, Uročnye leta) o il periodo di 5 anni per la ricerca dei contadini in fuga. Nel 1607, un nuovo ukase definì le sanzioni contro chi nascondesse i fuggitivi: l'ammenda doveva essere pagata allo stato e al požiloe - il precedente proprietario del contadino.
Il Sobornoe uloženie (Соборное уложение, "Codice di diritto") del 1649 assegnò i servi alle tenute, e nel 1658, la fuga divenne un reato. I proprietari terrieri russi alla fine ottennero la proprietà quasi illimitata sui loro servi. Il proprietario terriero poteva trasferire il servo, senza terra, a un altro proprietario terriero mantenendo la proprietà personale e la famiglia del servo; tuttavia, il proprietario terriero non aveva il diritto di uccidere il servo. Circa quattro quinti dei contadini russi erano servi secondo i censimenti del 1678 e del 1719; i contadini liberi (neri) rimasero solo nel nord e nel nord-est del paese.
La maggior parte dei dvorjane (nobili) si accontentava del lungo periodo di tempo per la ricerca dei contadini in fuga. I maggiori proprietari terrieri del paese, tuttavia, insieme ai dvoryane del sud, erano interessati a una persecuzione a breve termine a causa del fatto che molti fuggitivi di solito scappavano nelle zone meridionali della Russia. Durante la prima metà del XVII secolo i Dvoryane inviarono le loro petizioni collettive (челобитные, čelobitnye) alle autorità, chiedendo la proroga degli "anni fissi". Nel 1642, il governo russo stabilì un limite di 10 anni per la ricerca dei fuggiaschi e un limite di 15 anni per la ricerca di contadini portati via dai loro nuovi proprietari.
Il Sobornoe Uloženie introdusse una ricerca a tempo indeterminato per coloro che erano in fuga, nel senso che tutti i contadini che erano fuggiti dai loro padroni, dopo il censimento del 1626 o 1646-1647, dovevano essere restituiti. Il governo avrebbe ancora introdotto nuove tempistiche e motivi per la ricerca dei fuggiaschi dopo il 1649, che si applicavano ai contadini che erano fuggiti nelle zone periferiche del paese, come le regioni lungo il confine chiamate zasečnye linii (засечные линии) (ukase del 1653 e 1656), Siberia (ukase del 1671, 1683 e 1700), Don (1698) ecc. Il dvorjane chiedeva costantemente che la ricerca dei fuggiaschi fosse sponsorizzata dal governo. La legislazione della seconda metà del XVII secolo prestò molta attenzione ai mezzi di punizione dei fuggiaschi.
Il servo non era certo efficiente; servi e nobili avevano pochi incentivi per migliorare la terra. Tuttavia, era politicamente efficace. I nobili raramente sfidavano lo zar per paura di provocare una rivolta contadina. Ai servi veniva spesso affidato un contratto di locazione per tutta la vita, quindi tendevano anche a essere conservatori. I servi ebbero una piccola parte nelle rivolte; furono i cosacchi e i nomadi a ribellarsi. Le rivoluzioni del 1905 e del 1917 avvennero dopo l'abolizione della servitù.

### Ribellioni

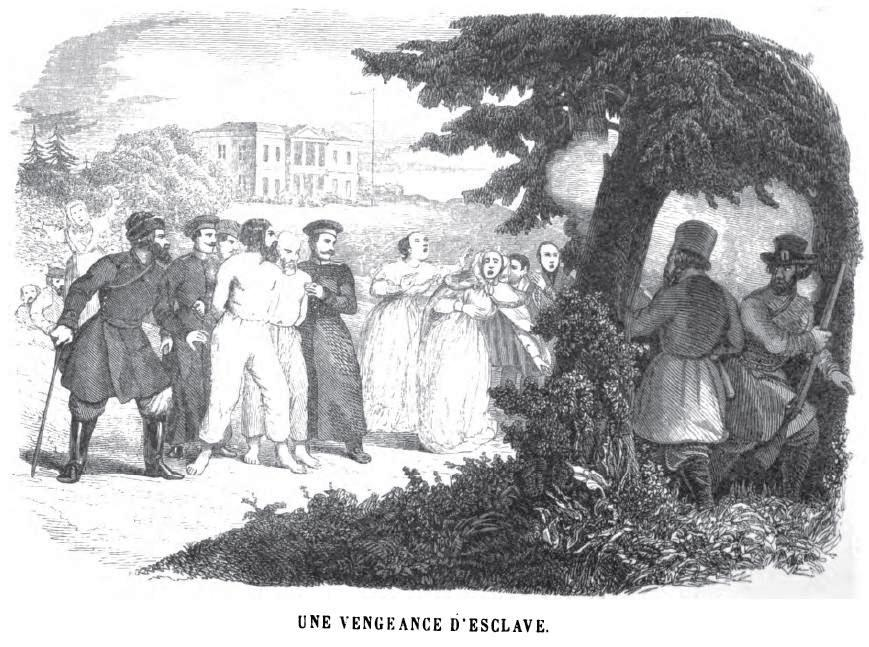
Vendetta dei servi. Incisione di Charles Michel Geoffroy, 1845

Vi furono numerose ribellioni contro la schiavitù, molto spesso in concomitanza con le rivolte dei cosacchi, come le rivolte di Ivan Bolotnikov (1606-1707), Sten'ka Razin (1667-1771), Kondraty Bulavin (1707-1909) e Emel'jan Pugačjov (1773–1775). Mentre le rivolte dei cosacchi beneficiarono dei disordini tra i contadini e questi a loro volta ricevettero uno slancio dalla ribellione dei cosacchi, nessuno dei movimenti cosacchi fu diretto contro l'istituzione della servitù. Invece, i contadini nelle aree dominate dai cosacchi divennero, a loro volta, cosacchi fuggendo così dalle campagne anziché organizzarsi direttamente contro l'istituzione. Tra la fine della rivolta di Pugačjov e l'inizio del XIX secolo, ci furono centinaia di focolai in tutta la Russia e non vi fu mai un tempo in cui i contadini furono completamente inattivi.

#### Incursioni dell'esercito russo
Lo storico polacco, Jerzy Czajewski, scrisse che i contadini russi stavano fuggendo dalla Russia verso la Confederazione polacco-lituana in numero abbastanza significativo da diventare una delle principali preoccupazioni per il governo russo e sufficienti a svolgere un ruolo nella sua decisione di spartizione della Polonia. Sempre più nel XVIII secolo, fino a quando le divisioni non risolsero questo problema, gli eserciti russi fecero irruzione nei territori della confederazione polacco-lituana, ufficialmente per recuperare i fuggitivi, ma in realtà rapendo molti locali.

#### Schiavi e servi
Nel complesso, la servitù in Russia fu cancellata molto più tardi che in altri paesi europei. La schiavitù rimase un'istituzione legalmente riconosciuta fino al 1723, quando Pietro il Grande convertì gli schiavi in servi. Gli schiavi agricoli russi erano stati formalmente convertiti in servi all'inizio del 1679.
La conversione formale allo status di servo e il successivo divieto di vendita dei servi senza terra non fermarono il commercio degli schiavi. Questo commercio cambiò semplicemente nome. I proprietari dei servi consideravano la legge come una mera formalità. Invece di "vendita di un contadino" i giornali pubblicizzavano "servitore a noleggio" o frasi simili.
Nel XVIII secolo, la pratica di vendere servi senza terra era diventata comune. I proprietari avevano il controllo assoluto sulla vita dei loro servi e potevano comprarli, venderli e scambiarli a piacimento, avendo così tanto potere sui servi quanto gli americani avevano sugli schiavi, sebbene i proprietari non sempre scegliessero di esercitare i loro poteri sui servi nella massima estensione.
Secondo una stima ufficiale 10,5 milioni di russi erano di proprietà privata, 9,5 milioni di proprietà dello stato e altri 900.000 sotto il patrocinio dello zar (udelnye krestiane) prima della Grande emancipazione del 1861.
Una fonte particolare di indignazione in Europa fu la Kolokol pubblicata a Londra,(1857-1865) e Ginevra (1865-1867). Raccoglieva molti casi di orrendi abusi fisici, emotivi e sessuali sui servi da parte dei proprietari terrieri.

### XVIII e XIX secolo
Pietro III, nel 1762, creò due misure che influenzarono l'abolizione della servitù. Pose termine al servizio militare obbligatorio. Ciò costituì la logica fine della servitù. In secondo luogo, ci fu la secolarizzazione delle proprietà della chiesa, che trasferì i suoi contadini e la terra sotto la giurisdizione statale. Nel 1775, Caterina II prese delle misure per condannare i proprietari immobiliari che usavano un trattamento crudele verso i servi. Queste misure furono rafforzate nel 1817 e alla fine del 1820. Esistevano persino leggi che imponevano ai proprietari di aiutare i servi in tempo di carestia, tra cui quantità di grano da tenere in riserva. Queste politiche non riuscirono ad aiutare le carestie all'inizio del XIX secolo a causa della negligenza dei proprietari.

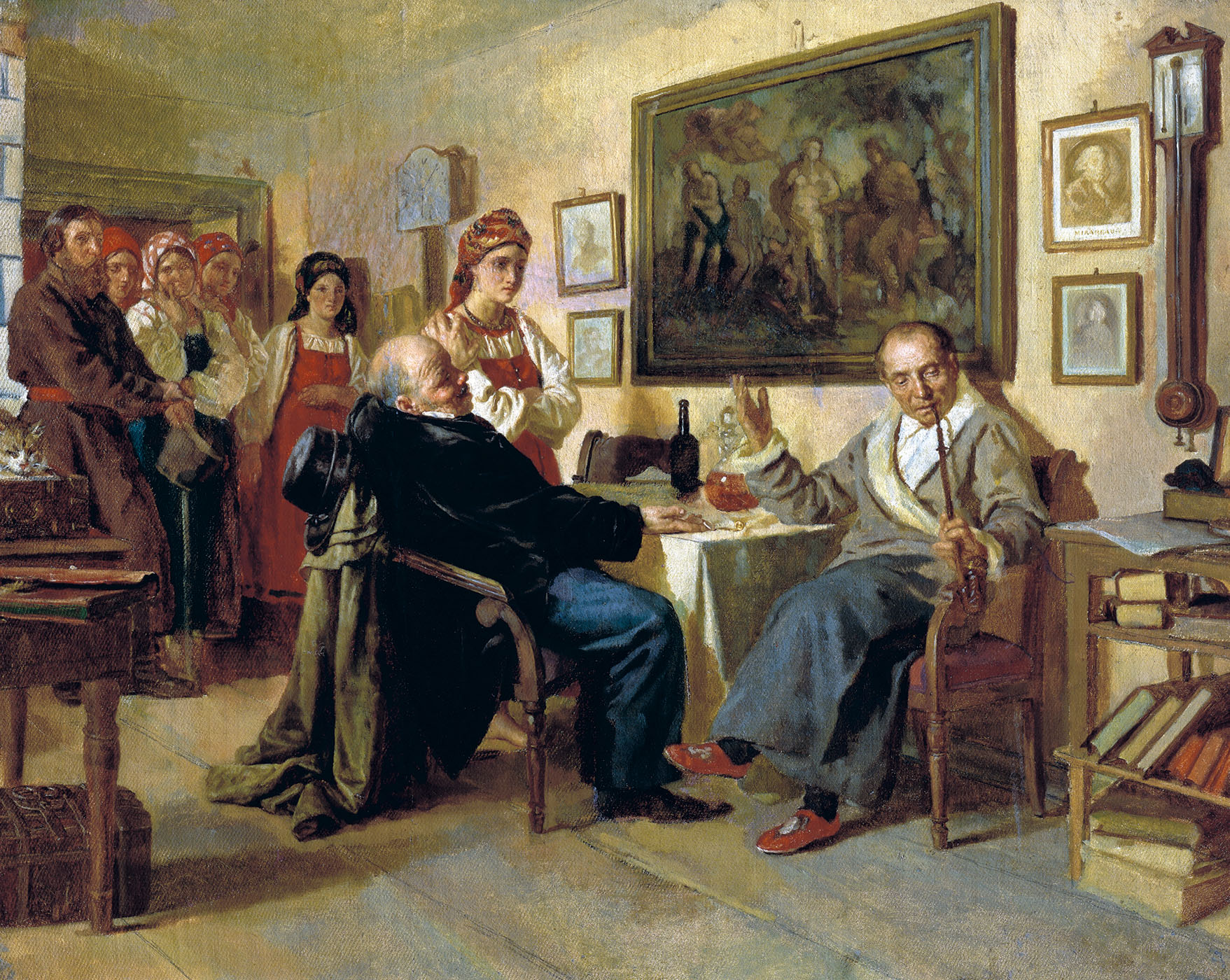
La vendita di Nikolaj Nevrev (Vendita di una serva)

Lo zar Alessandro I e i suoi consiglieri discussero a lungo sulle opzioni. Gli ostacoli includevano il fallimento dell'abolizione in Austria e la reazione politica contro la Rivoluzione francese. Con cautela, nel 1801, estese il diritto di possedere la terra alla maggior parte delle classi sociali, compresi i contadini di proprietà statale, e creò una nuova categoria sociale di "libero agricoltore", per i contadini volontariamente emancipati dai loro padroni, nel 1803, anche se la grande maggioranza dei servi non ne fu interessata.
Lo stato russo continuò a sostenere la servitù a causa della coscrizione militare. I servi arruolati aumentarono notevolmente le dimensioni dell'esercito russo. Con un esercito più grande la Russia ottenne la vittoria nelle guerre napoleoniche e in quelle russo-persiane del 1804-1813 e del 1826-1828, ma questo non cambiò la disparità tra Russia ed Europa occidentale, che stava vivendo rivoluzioni agricole e industriali. Rispetto all'Europa occidentale era chiaro che la Russia era in svantaggio economico. I filosofi europei, durante l'Illuminismo, criticarono la servitù russa e la confrontarono con le pratiche di lavoro medievali che erano ormai quasi inesistenti nel resto del continente. La maggior parte dei nobili russi non era interessata al cambiamento verso le pratiche di lavoro occidentali proposte da Caterina la Grande. Invece preferivano ipotecare servi a scopo di lucro. Nel 1820, il 20% di tutti i servi fu ipotecato presso istituti di credito statali dai loro proprietari. Questa situazione aumentò al 66% nel 1859.
Ai borghesi fu permesso di possedere servi (1721–62 e 1798–1816) per incoraggiare l'industrializzazione. Nel 1804, il 48% degli operai russi erano servi e il 52% nel 1825. I servi senza terra passarono dal 4,14% nel 1835 al 6,79% nel 1858, in quanto non ricevettero terra a seguito dell'emancipazione. I proprietari aumentarono deliberatamente il numero di servi domestici quando anticiparono la fine della servitù. Nel 1798, ai proprietari ucraini fu proibito di vendere servi assieme alla terra. Nel 1841 lo stesso divieto fu attuato anche ai nobili senza terra.

#### Abolizione
Nel 1816, 1817 e 1819 la servitù fu abolita rispettivamente nel Governatorato dell'Estonia, in Curlandia e in Livonia. Tuttavia tutta la terra rimase nelle mani dei nobili e l'affitto del lavoro durò fino al 1868. Fu sostituito da braccianti senza terra e mezzadri (halbkörner). I lavoratori senza terra dovevano chiedere il permesso per lasciare una proprietà.
La nobiltà era troppo debole per opporsi all'emancipazione dei servi. Nel 1820 un quinto dei servi fu ipotecato, metà entro il 1842. Nel 1859, un terzo delle proprietà dei nobili e due terzi dei loro servi furono ipotecati a banche o allo stato. La nobiltà era anche indebolita dalla dispersione delle sue proprietà, dalla mancanza di primogenitura e dall'elevato turnover e mobilità da una tenuta all'altra.
La Granduchessa Elena Pavlovna, zia dello zar, ebbe un ruolo importante, dietro le quinte, negli anni dal 1855 al 1861. Usando la sua stretta relazione con suo nipote Alessandro II, sostenne e guidò il suo desiderio di emancipazione e aiutò a mobilitare il sostegno dei consulenti chiave.
Nel 1861 Alessandro II liberò tutti i servi con la riforma agraria, in parte stimolato dal suo punto di vista secondo cui "è meglio liberare i contadini dall'alto" piuttosto che aspettare fino a quando non ottengano la loro libertà sollevandosi "dal basso".
La servitù fu abolita nel 1861, ma fu realmente raggiunta a condizioni non sempre favorevoli ai contadini e servì ad aumentare le pressioni rivoluzionarie. Tra il 1864 e il 1871 la servitù fu abolita in Georgia, ma in Calmucchia solo nel 1892.
I servi dovevano lavorare per il padrone, come al solito per due anni. I nobili mantenevano quasi tutti i prati e le foreste, i loro debiti venivano pagati dallo stato mentre gli ex servi pagavano il 34% sul prezzo di mercato per le terre che mantenevano. Questa cifra era del 90% nelle regioni settentrionali, del 20% nella regione della Terra Nera ma zero nelle province polacche. Nel 1857, il 6,79% dei servi erano domestici, servitori senza terra rimasti tali dopo il 1861. Solo i servi domestici polacchi e rumeni ottennero la terra. Il 90% dei servi che ottennero appezzamenti più grandi si trovavano nelle provincie polacche dove lo zar voleva indebolire la szlachta . Il resto era nell'arido nord e in Astrachan'. In tutto l'Impero, le terre contadine diminuirono del 4,1%, del 13,3% al di fuori della zona ex polacca e del 23,3% nelle 16 province della terra nera.

### Impatto
Uno studio del 2018 dell'American Economic Review ha rilevato "sostanziali aumenti della produttività agricola, della produzione industriale e della nutrizione dei contadini nella Russia imperiale a seguito dell'abolizione della servitù nel 1861".

## La società dei servi

### Lavoro e obblighi
In Russia, i termini barshchina (барщина) o boyarshchina ( боярщина), si riferivano al lavoro obbligatorio che i servi svolgevano per il proprietario terriero sulla sua porzione di terra (l'altra parte della terra, di solito di qualità scadente, i contadini potevano usarla per se stessi). A volte i termini sono vagamente tradotti dal termine corvée. Mentre non esisteva alcun regolamento ufficiale del governo nella misura della barshchina  , un ukaze, del 1797, di Paolo I di Russia descriveva una barshchina di tre giorni a settimana come normale e sufficiente per le esigenze del proprietario terriero.
Nella regione della terra nera, dal 70% al 77% dei servi faceva la barshchina; il resto pagava il proprietario (obrok).

### Matrimonio e vita familiare

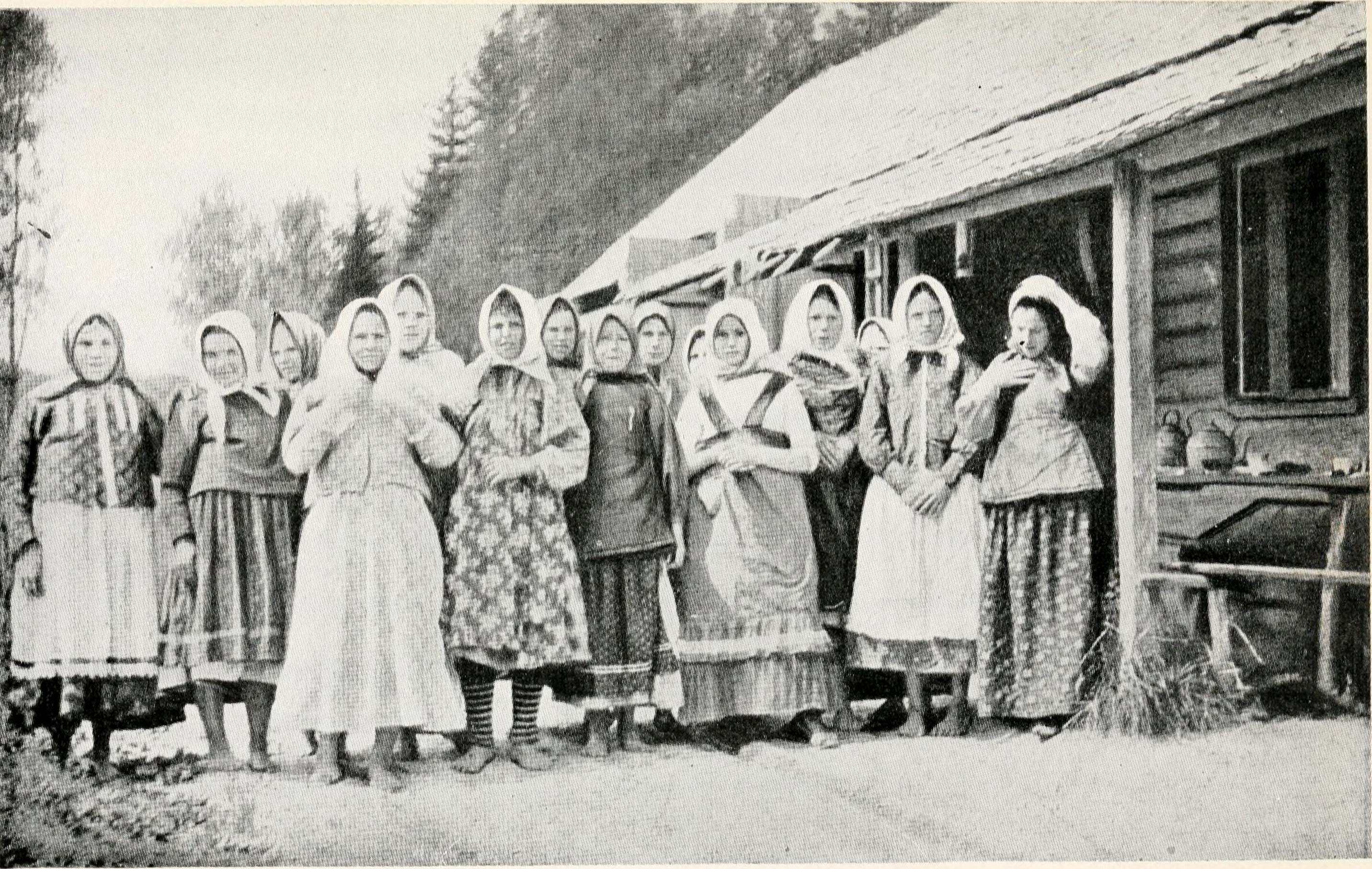
Gruppo di donne contadine russe

La Chiesa ortodossa russa aveva molte regole riguardo al matrimonio, rigorosamente osservate dalla popolazione. Ad esempio, il matrimonio non poteva avvenire durante i periodi di digiuno, nella vigilia o nel giorno delle vacanze, durante l'intera settimana di Pasqua o per due settimane dopo il Natale. Prima della Riforma emancipativa del 1861, il matrimonio era severamente proibito il martedì, il giovedì e il sabato. A causa di queste regole ferme, la maggior parte dei matrimoni avveniva nei mesi di gennaio, febbraio, ottobre e novembre. Dopo l'emancipazione i mesi di matrimonio più popolari furono luglio, ottobre e novembre.
Le leggi imperiali erano molto particolari circa l'età in cui i servi potevano sposarsi. L'età minima per sposarsi era di 13 anni per le donne e 15 per gli uomini. Dopo il 1830, l'età femminile e quella maschile furono portate rispettivamente a 16 e 18 anni. Il servo che aveva più di 60 anni e voleva sposarsi, doveva ricevere il permesso, ma era proibito il matrimonio a chi aveva più di 80 anni. Inoltre, la Chiesa non approvava i matrimoni con grandi differenze di età.
I proprietari terrieri erano interessati a mantenere tutti i loro servi e non perdere i lavoratori a seguito di matrimoni in altre tenute. Prima del 1812 ai servi non era permesso sposare servi di altre tenute. Dopo il 1812 le regole si allentarono leggermente, ma per consentire a una famiglia di dare la figlia a un marito che lavorava in un'altra proprietà, dovevano chiedere il permesso in anticipo al proprietario terriero. Se un servo voleva sposare una vedova, i certificati di emancipazione e morte dovevano essere consegnati e indagati per l'autenticità dal loro proprietario prima che potesse avere luogo un matrimonio.
Prima e dopo l'abolizione della servitù, le famiglie contadine russe erano patriarcali. Il matrimonio era importante per le famiglie, economicamente e socialmente. I genitori avevano il compito di trovare i coniugi adatti ai propri figli per aiutare la famiglia e non erano interessati al vero amore quando c'erano bocche da sfamare e campi da coltivare. I genitori della sposa pensavano ai benefici sociali e materiali che avrebbero ottenuto nell'alleanza tra le due famiglie. Alcuni consideravano anche la qualità della vita futura della figlia e la quantità di lavoro che le avrebbero richiesto. I genitori dello sposo si preoccupavano di fattori economici come le dimensioni della dote, nonché la decenza, la modestia, l'obbedienza, la capacità di svolgere il lavoro e il retroterra familiare della sposa. Dopo il matrimonio, la sposa andava a vivere con il marito e la sua famiglia, quindi doveva essere pronta ad assimilarsi e a lavorare sodo.
I servi guardavano molto bene al matrimonio precoce a causa del maggior controllo dei genitori. In giovane età c'era meno possibilità che l'individuo si innamorasse di qualcuno diverso da quello che i suoi genitori avevano scelto. Vi era anche una maggiore certezza della castità, che era più importante per le donne che per gli uomini. L'età media del matrimonio per le donne era di circa 19 anni.
Durante la servitù, quando i figli disubbidivano al capo della casa, questi poteva far intervenire il padrone o il proprietario terriero. Dopo l'emancipazione dei servi, nel 1861, il patriarca della famiglia perse parte del suo potere e non poté più ricevere l'aiuto del proprietario terriero. Le generazioni più giovani ora avevano la libertà di lavorare fuori dalle loro tenute; alcuni andavano persino a lavorare nelle fabbriche. Questi giovani contadini avevano accesso a giornali e libri, il che li introduceva a modi di pensare più radicali. La capacità di lavorare al di fuori della famiglia diede l'indipendenza ai contadini più giovani e un salario per fare ciò che volevano. I lavori agricoli e domestici erano uno sforzo di gruppo, quindi il salario andava alla famiglia. I figli che svolgevano lavori industriali davano i loro guadagni alla loro famiglia, ma alcuni li usavano come mezzo per ottenere voce in capitolo nei propri matrimoni. In questo caso alcune famiglie permettevano ai loro figli di sposare chi avevano scelto, solo se l'altra famiglia aveva una posizione economica simile alla loro. In ogni caso, per rendere legale il matrimonio era necessaria l'approvazione dei genitori.

### Ripartizione dei beni e doveri tra i coniugi
Secondo uno studio completato alla fine del 1890, dall'etnografo Semyonova, si notò che marito e moglie avevano assegnati diversi compiti nell'ambito della famiglia. Per quanto riguarda la proprietà, il marito assumeva la proprietà più eventuali fondi necessari per effettuare miglioramenti alla stessa. Tra questi recinzione, fienili e acquisto di nuovi carri. Mentre il potere d'acquisto primario apparteneva al marito, la moglie si occupava dell'acquisto di altri beni, ovvero articoli per la casa come scodelle, piatti, pentole, botti e vari utensili. Le mogli dovevano anche acquistare i tessuti e confezionare i vestiti per la famiglia. Le calzature erano responsabilità del marito che realizzava scarpe di rafia e stivali in feltro per tutta la famiglia. Per quanto riguarda le colture, ci si aspettava che gli uomini seminassero e le donne raccogliessero. Una coltivazione comune nella regione della terra nera era il lino. Gran parte del bestiame, come maiali e cavalli, era di proprietà del marito. Le mucche erano di proprietà del marito, ma di solito erano in possesso della moglie. I polli erano considerati proprietà della moglie, mentre le pecore erano proprietà comune della famiglia. L'eccezione era quando la moglie possedeva le pecore avendole portate in dote (sobinki).

## L'estensione della servitù in Russia

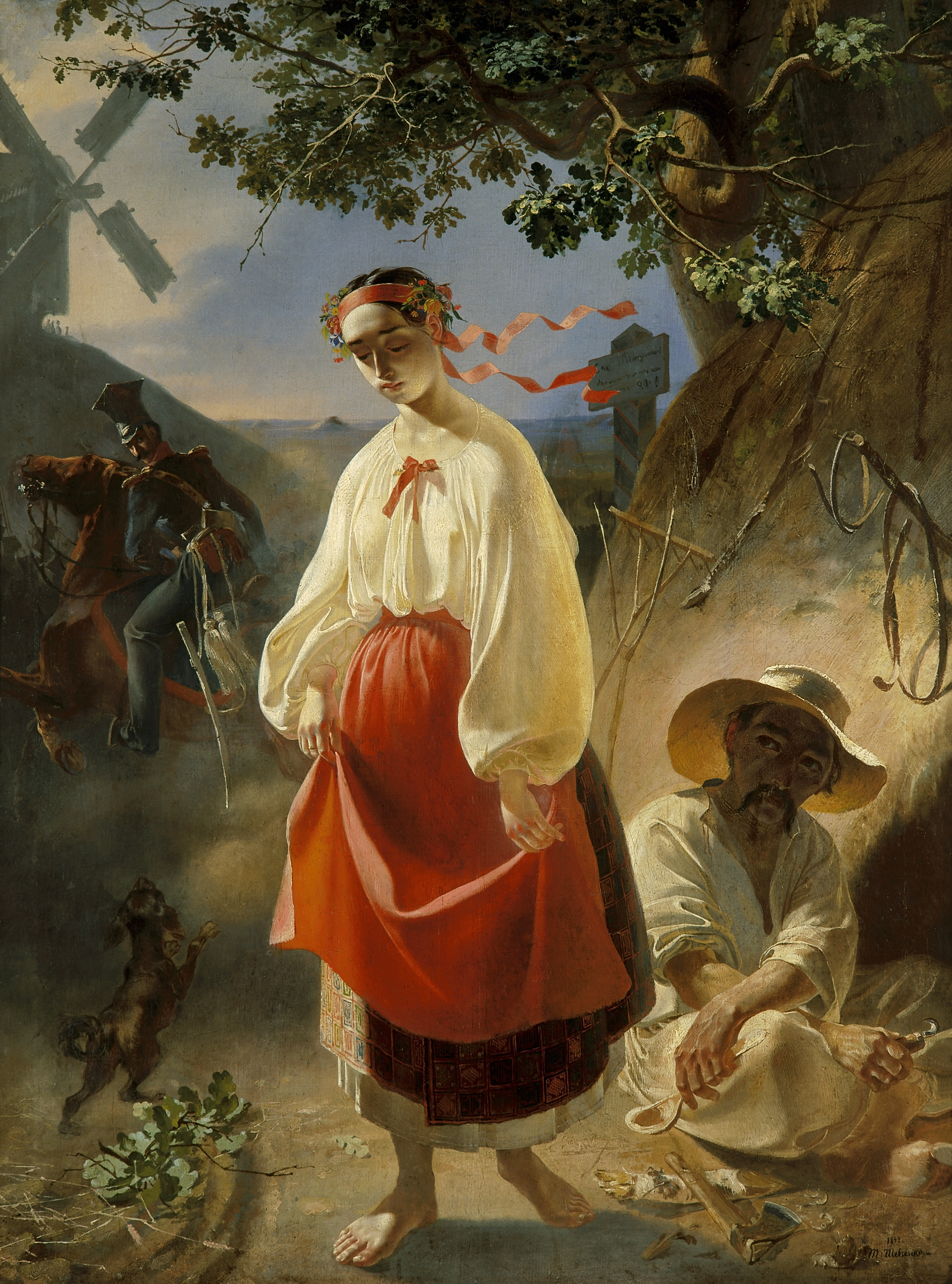
Kateryna, dipinto di una serva ucraina di Taras Shevchenko, lui stesso nato servo.

A metà del XIX secolo, i contadini costituivano la maggioranza della popolazione e, secondo il censimento del 1857, il numero di servi privati era di 23,1 milioni su 62,5 milioni di russi, il 37,7% della popolazione.
I numeri esatti, secondo i dati ufficiali, erano: intera popolazione 60.909.309; contadini di tutte le classi 49.486.665; contadini di stato 23.138.191; contadini nelle terre dei proprietari 23.022.390; contadini degli appannaggi e altri dipartimenti 3.326.084. I contadini di stato erano considerati personalmente liberi, ma la loro libertà di movimento era limitata.
| % di servi su proprietà di. . . | 1700 | 1861 |
| ------------------------------- | ---- | ---- |
| +500 servi                      | 26   | 42   |
| 100-500                         | 33   | 38   |
| 1-100                           | 41   | 20   |

% proprietari di servi con meno di 100 servi
| 1777 | 1834 | 1858 |
| ---- | ---- | ---- |
| 83   | 84   | 78   |

La servitù russa dipendeva interamente dalla tradizionale e vasta tecnologia dei contadini. Le rese rimasero basse e stazionarie per gran parte del XIX secolo. Qualsiasi aumento delle entrate provenienti dall'agricoltura era in gran parte dovuto all'aumento della superficie coltivata e dall'ampio raccolto di grano mediante lo sfruttamento del lavoro contadino, cioè caricando ulteriormente la famiglia contadina.
Servi di proprietà dei padroni di casa russi europei
| Numero di servi | nel 1777 (%) | nel 1859 (%) |
| --------------- | ------------ | ------------ |
| 1000            |              | 1.1          |
| 501-1000        |              | 2            |
| 101-500         | 16 (101+)    | 18           |
| 21-100          | 25           | 35.1         |
| 0-20            | 59           | 43.8         |

% di contadini insediati in ogni provincia, 1860
+ 55%: Kaluga Kiev Kostroma Kutais Minsk Mogilev Nizhny Novgorod Podolia Ryazan Smolensk Tula Vitebsk Vladimir Volhynia Yaroslavl
36–55%: Chernigov Grodno Kovno Kursk Mosca Novgorod Oryol Penza Poltava Pskov Saratov Simbirsk Tambov Tver Vilna
16–35%: Don Ekaterinoslav Kharkov Kherson Kuban Perm Tiflis Vologda Voronezh
Nella regione della Terra Nera centrale il 70–77% dei servi svolgeva servizi di manodopera ( barshchina), il resto pagava un affitto (obrok). A causa dell'elevata fertilità, il 70% della produzione di cereali russa negli anni 1850 era realizzata qui. Nelle sette province centrali, nel 1860, il 67,7% dei servi era obrok.